# Wooler
Wooler är en stad och civil parish i Northumberland i England. Orten har 1 983 invånare (2011).